# RTLグループ

企業ロゴ

RTLグループ (ルクセンブルク語: RTL Group S.A.) は、ルクセンブルクのキルヒベルクとドイツのケルンに本社を置き、ラジオ・テレビジョン・ルクセンブルク（Radio Télévision Luxembourg）を筆頭とするヨーロッパ最大のメディアグループである。
フランクフルト証券取引所に上場している（FWB: RRTL）。

## 沿革
1931年、フランスの実業家により、ラジオ・ルクセンブルク（CLR）として開局した。
同年、当時としては強力な長波送信機が開発されている。
1933年、CLRは広告費を財源としてフランス向け番組の放送が開始し、同年12月には英語放送を開始、当時の欧州域内で最強の長波局を開設した。当時はイギリス人のスティーブン・ウィリアムズが司会を務めていた。
当時、英国のBBCは、日曜日になるとより深刻で宗教的な番組を放送していたことから、英国内のラジオリスナーの約半数がCLRに切り替えていたと言われている。BBCで放送が認められていなかったコマーシャルがCLRによって放送されたことから、RTLは欧州で最初の民放ラジオのひとつとなった。
第二次世界大戦が勃発するとCLRは閉鎖され、ナチスドイツのラジオ局と同一視されていたが、連合国によってドイツ語で「ライヒスファンク」に反対するために使用されていた。中でもアニーとも呼ばれる送信者1212は、1944年12月から終戦直前の1945年4月25日まで、ルクセンブルクから長波周波数1214.5キロヘルツのCLRを介して放送されたドイツ語のラジオ局は、深夜26時から朝6時のニュースの時間まで、アメリカ軍の諜報機関によって運営されていた。アニーの責任者はハンス・ハーベであり、ステファン・ハイムとハヌス・バーガーも参加したリッチーボーイズというユニットの一員でもあった。
アニーの特別な点は、あたかもドイツのレジスタンスのラジオ局であるかのように、ラインラントで秘密裏に放送し、ヒトラーへの反対と戦争の終結を呼びかけていたことにあった。
1950年に創立した欧州放送連合では、23社の創立メンバーの1つである。
1954年には社名をCompagnie Luxembourgeoise de Télédiffusion（CLT）に変更した。1997年にドイツのUFA Film- und Fernseh-GmbHとの合併、2000年にはイギリスのピアソンのテレビ部門であったピアソンTVを統合し、現在のRTLグループになった。2001年にグループ・ブリュッセル・ランバートから30%を譲り受けたのち、2019年現在、ドイツのメディア・コングロマリットであるベルテルスマンが、株式の約75%を保有している。

## 主なメディア

### テレビ
- RTL Télé Lëtzebuerg（ルクセンブルク）
- RTLテレビジョン（ドイツ）
- RTL9 (フランス)
- M6（フランス）
- RTL-TVI（ベルギー）
- Club RTL（ベルギー）
- RTL 4（オランダ）
- RTL 5（オランダ）
- Five（イギリス）
- Fiver（イギリス）
- Fiver（イギリス）
- RTL Kockica（クロアチア）
- RTL Klub（ハンガリー）

### ラジオ
- RTL、RTL2（フランス）
- RTLラジオ（ドイツ、ルクセンブルク）

### テレビ製作会社
- フリーマントルメディア